# Naburige Rechtenorganisatie voor Musici en Acteurs
Naburige Rechtenorganisatie voor Musici en Acteurs (NORMA) is een Nederlandse collectieve beheersorganisatie. De stichting behartigt de belangen van uitvoerende kunstenaars op het gebied van het naburig recht. De missie van de stichting is: "De bescherming van de uitvoerende kunstenaar door de kracht van het collectief, zodat hij optimaal de vruchten van zijn creatieve prestaties kan blijven plukken."

## Geschiedenis
NORMA is opgericht door de Kunstenbond (voorheen FNV Kunsten Informatie en Media), en de Nederlandse Toonkunstenaars Bond.

## Vertegenwoordiging
NORMA vertegenwoordigt in principe alle uitvoerende kunstenaars bij de collectieve exploitatie van hun naburige rechten, zoals het innen en verdelen van onder andere thuiskopie-, leenrecht- en kabelgeld. NORMA is daarmee aanvullend op de Stichting ter Exploitatie van Naburige Rechten (SENA) die door het Ministerie van Justitie is aangewezen als de organisatie die de zogenaamde artikel 7-rechten van de Wet op de Naburige Rechten incasseert en verdeelt. Onder 'uitvoerend kunstenaars' als bedoeld in de Wet op de Naburige Rechten wordt verstaan: musici, acteurs, zangers, dansers, cabaretiers, variété- en circusartiesten, poppen- en mimespelers, ongeacht het genre (zie ook: naburige rechten).   
De collectieve exploitatie vindt plaats om puur praktische redenen. Een uitvoerend kunstenaar kan niet zelf bijhouden of zijn werk bijvoorbeeld is thuisgekopieerd, of uitgeleend door een bibliotheek, terwijl hij daarvoor wel recht heeft op een financiële vergoeding. NORMA verdeelt met een minimum aan kosten de gelden onder alle aangesloten uitvoerende kunstenaars.